# Arauca (Stadt)
Arauca (vollständig Villa de Santa Bárbara de Arauca) ist eine Gemeinde (municipio) und die Hauptstadt des gleichnamigen Departamentos in Kolumbien.

## Geographie
Arauca liegt am Fluss Arauca direkt an der Grenze zu Venezuela in den kolumbianischen Llanos. Die internationale Brücke José Antonio Páez verbindet Venezuela (El Amparo de Apure) und Kolumbien an dieser Stelle. Das Gebiet der Gemeinde ist flach und wird häufig überschwemmt. Die Gemeinde grenzt im Norden und Osten an den Bundesstaat Apure in Venezuela, im Westen an Arauquita und im Süden an Puerto Rendón und Cravo Norte.

## Bevölkerung
Die Gemeinde Arauca hat 100.365 Einwohner, von denen 86.184 im städtischen Teil (cabecera municipal) der Gemeinde leben (Stand: 2022).

## Geschichte
Die Region Arauca wurde durch den deutschen Entdecker Georg Hohermuth von Speyer (spanisch: Jorge de la Espira) 1536 erkundet. Dieser war auf der Suche nach Eldorado und blieb daher nicht. Später folgten Jesuiten und gründeten erste Siedlungen.
Die Stadt Arauca wurde am 4. Dezember 1780 von Juan Isidro Daboín auf dem Gebiet einer indigenen Siedlung (genannt Guahibo) von 10 Familien gegründet. Benannt wurde die Stadt nach dem Fluss Arauca.

## Wirtschaft
Der wichtigste Wirtschaftszweig von Arauca ist die Erdölgewinnung. Es werden jährlich ungefähr 80.000 Barrel Öl gefördert. Zudem spielt wie in den ganzen Llanos die Rinderproduktion eine wichtige Rolle. Darüber hinaus werden Zuckerrohr, Maniok, Bananen, Kakao und Obst angebaut.

## Infrastruktur
Arauca ist durch den Aeropuerto Santiago Pérez Quiróz (IATA-Code: AUC) erschlossen. Es bestehen Flugverbindungen nach Bogotá, Bucaramanga, Cúcuta, Barranquilla und Yopal.

## Religion
Seit 1915 ist Arauca Sitz des Bistums Arauca.